# Драммондвилл Вольтижерс
«Драммондвилл Вольтижерс» (англ. Drummondville Voltigeurs и фр. Voltigeurs de Drummondville) — канадский хоккейный клуб из города Драммондвилл, провинция Квебек. Клуб основан в 1982 году, выступает в Главной юниорской хоккейной лиге Квебека.

## История названия
Клуб назван в честь канадских вольтижёров, которые оккупировались[уточнить] на территории Квебека в 1812 году в ходе Англо-американской войны. 

## Достижения
В 2009 году «Драммондвилл Вольтижерс» стали обладателями «Жан Роге Трофи» (приз лучшей команде регулярного сезона) и Президентского кубка, обыграв в финале «Шавиниган Катарактс».